# Casei Gerola
Casei Gerola este o comună din provincia Pavia, Italia. În 2011 avea o populație de 2,504 de locuitori.

## Demografie
Casei Gerola - evoluția demografică

|  | Graficele sunt indisponibile din cauza unor probleme tehnice. Mai multe informații se găsesc la Phabricator și la wiki-ul MediaWiki. |

Date: Recensăminte sau birourile de statistică - grafică realizată de Wikipedia